# (145453) 2005 RR43

Ảnh chụp 2005 RR43.

(145453) 2005 RR43 là một vật thể ngoài Sao Hải Vương (TNO) ước tính có đường kính khoảng 250 km. Nó được phát hiện vào ngày 9 tháng 9 năm 2005 bởi Andrew Becker, Andrew Puckett và Jeremy Kubica tại Đài thiên văn Apache Point ở Sunspot, New Mexico.